# Эмблема Алжира
Эмблемой Алжира является печать, используемая правительством, которая эквивалентна гербам в других государствах. Современное изображение эмблемы было принято после 1976 и отличается от предыдущего изображением полумесяца и звезды, которое присутствует и на флаге Алжира и является символом Ислама. Надпись, обрамляющая эмблему на арабском, гласит Народная демократическая республика Алжир, араб. الجمهورية الجزائرية الديمقراطية الشعبية‎.
Под восходящим солнцем изображена рука Фатимы. Рука Фатимы является традиционным символом региона. Восходящее солнце символизирует новую эру. Остальные символы относятся к сельскому хозяйству и промышленности, изображая заводы вокруг гор и строения, символизирующие сельское хозяйство. Гора представляет горы Атлас.

## Галерея

Герб Османского Алжира (до 1830)
Герб Французского Алжира (1830—1962)
Герб Эмирата Абделькадер (1832–1847)
Герб Султаната Туггурт
Герб Французского Алжира во время Второй Империи (1865)
Герб Генерал-губернатора Алжира (1950)
Печать Генерал-губернатора Алжира (1962)
Герб Временного правительства Алжира (1958–1962)
Герб Алжира 1962—1971
Эмблема Алжира 1971—1976